# Ołena Petrowa
Ołena Jurijiwna Petrowa (ukr. Олена Юріївна Петрова, ur. 24 września 1972 w Moskwie) – ukraińska biathlonistka, srebrna medalistka olimpijska, wielokrotna medalistka mistrzostw świata i pięciokrotna medalistka mistrzostw Europy.

## Kariera
W Pucharze Świata zadebiutowała 17 grudnia 1992 roku w Pokljuce, zajmując 11. miejsce w biegu indywidualnym. Tym samym już w debiucie zdobyła pierwsze punkty. Pierwszy raz na podium zawodów pucharowych stanęła 3 lutego 1996 roku w Ruhpolding, kończąc rywalizację w biegu indywidualnym na trzeciej pozycji. W kolejnych startach jeszcze 14 razy stawała na podium, jednak nigdy nie odniosła zwycięstwa - 5 razy była druga i 9 razy trzecia. Ostatni raz w czołowej trójce zawodów pucharowych znalazła się 10 lutego 2004 roku w Oberhofie była trzecia w biegu indywidualnym. Najlepsze wyniki osiągnęła w sezonie 1998/1999, kiedy zajęła siódme miejsce w klasyfikacji generalnej. W sezonie 1999/2000 była druga w klasyfikacji biegu masowego, za Magdaleną Forsberg ze Szwecji.
Pierwsze medale zdobyła na mistrzostwach świata w Ruhpolding w 1996 roku. W biegu indywidualnym zdobyła brązowy medal, ulegając tylko Emmanuelle Claret z Francji i Rosjance Oldze Mielnik. Następnie zdobyła srebrny medal w biegu drużynowym i kolejny brązowy w sztafecie. Podczas rozgrywanych rok później mistrzostw świata w Osrblie Ukrainki z Petrową w składzie zdobył brązowy medal w biegu drużynowym.
Kolejny indywidualny medal zdobyła na mistrzostwach świata w Kontiolahti/Oslo w 1999 roku, zajmując drugie miejsce w biegu masowym. Rozdzieliła tam na podium swą rodaczkę - Ołenę Zubryłową i Magdalenę Forsberg. Na dwóch kolejnych imprezach tego cyklu, mistrzostwach świata w Oslo (2000) i mistrzostwach świata w Pokljuce (2001) wraz z koleżankami zdobywała brązowe medale w sztafecie.
Z mistrzostw świata w Chanty-Mansyjsku w 2003 roku wróciła z dwoma medalami. Najpierw była druga w sprincie, plasując się między Francuzką Sylvie Becaert i Czeszką Kateřiną Holubcovą. Pięć dni później wspólnie z Oksaną Chwostenko, Iryną Merkuszyną i Oksaną Jakowlewą wywalczyła kolejny srebrny medal. Ostatni medal wywalczyła na mistrzostwach świata w Oberhofie w 2004 roku, gdzie była trzecia w biegu indywidualnym. W zawodach tych wyprzedziły ją dwie Rosjanki: Olga Pylowa i Albina Achatowa.
W 1994 roku wystartowała na igrzyskach olimpijskich w Lillehammer, gdzie nie ukończyła biegu indywidualnego, a w sztafecie była piąta. Na rozgrywanych cztery lata później igrzyskach w Nagano wywalczyła srebrny medal w biegu indywidualnym. Był to pierwszy w historii medal olimpijski dla Ukrainy w tej konkurencji. Na podium rozdzieliła Ekaterinę Dafowską z Bułgarii i Niemkę Uschi Disl. Wyniku nie powtórzyła podczas igrzysk olimpijskich w Salt Lake City w 2002 roku, plasując się poza czołową dwudziestką. Brała również udział w igrzyskach w Turynie w 2006 roku, gdzie zajęła między innymi 29. w biegu indywidualnym i 11. miejsce w sztafecie.
Zdobyła ponadto srebrny medal w biegu indywidualnym podczas mistrzostw Europy w Forni Avoltri w 2003 roku, złoty w biegu pościgowym i srebrny w sprincie na mistrzostwach Europy w Mińsku rok później oraz brązowy w sztafecie na mistrzostwach Europy w Bansku w 2007 roku.

## Osiągnięcia

### Igrzyska olimpijskie
| Rok  | Miejscowość    | Konkurencje | Konkurencje | Konkurencje | Konkurencje | Konkurencje | Konkurencje | Konkurencje |
| Rok  | Miejscowość    | IN          | SP          | PU          | MS          | RL          | MR          | SR          |
| ---- | -------------- | ----------- | ----------- | ----------- | ----------- | ----------- | ----------- | ----------- |
| 1994 | Lillehammer    | DNF         | –           | nd.         | nd.         | 5.          | nd.         | –           |
| 1998 | Nagano         | 2.          | 11.         | nd.         | nd.         | 5.          | nd.         | –           |
| 2002 | Salt Lake City | 24.         | 48.         | DNS         | nd.         | 10.         | nd.         | –           |
| 2006 | Turyn          | 29.         | 44.         | DNS         | –           | 4.          | nd.         | –           |

### Mistrzostwa świata
| Rok  | Miejscowość      | Konkurencje | Konkurencje | Konkurencje | Konkurencje | Konkurencje | Konkurencje | Konkurencje |
| Rok  | Miejscowość      | IN          | SP          | PU          | MS          | RL          | MR          | SR          |
| ---- | ---------------- | ----------- | ----------- | ----------- | ----------- | ----------- | ----------- | ----------- |
| 1993 | Borowec          | 58.         | 48.         | nd.         | nd.         | 6.          | nd.         | –           |
| 1995 | Anterselva       | 36.         | 21.         | nd.         | nd.         | 5.          | nd.         | –           |
| 1996 | Ruhpolding       | 3.          | 13.         | nd.         | nd.         | 3.          | nd.         | –           |
| 1997 | Osrblie          | 10.         | –           | –           | nd.         | 5.          | nd.         | –           |
| 1998 | Pokljuka         | nd.         | nd.         | 9.          | nd.         | nd.         | nd.         | –           |
| 1999 | Kontiolahti/Oslo | 4.          | 10.         | 6.          | 2.          | 5.          | nd.         | –           |
| 2000 | Oslo             | 7.          | 20.         | 20.         | 12.         | 3.          | nd.         | –           |
| 2001 | Pokljuka         | 4.          | 28.         | DNS         | –           | 3.          | nd.         | –           |
| 2003 | Chanty-Mansyjsk  | 17.         | 2.          | 6.          | 20.         | 2.          | nd.         | –           |
| 2004 | Oberhof          | 3.          | DNS         | –           | DNF         | 7.          | nd.         | –           |
| 2006 | Pokljuka         | nd.         | nd.         | nd.         | nd.         | nd.         | 9.          | –           |
| 2007 | Anterselva       | –           | 17.         | 14.         | 13.         | 10.         | –           | –           |

### Puchar Świata

#### Miejsca w klasyfikacji generalnej
| Sezon     | Miejsce |
| --------- | ------- |
| 1992/1993 | 51.     |
| 1993/1994 | 32.     |
| 1994/1995 | 15.     |
| 1995/1996 | 15.     |
| 1997/1998 | 15.     |
| 1998/1999 | 7.      |
| 1999/2000 | 9.      |
| 2000/2001 | 22.     |
| 2001/2002 | 51.     |
| 2002/2003 | 33.     |
| 2003/2004 | 38.     |
| 2004/2005 | 64.     |
| 2005/2006 | 54.     |
| 2006/2007 | 48.     |

#### Miejsca na podium chronologicznie
| Lp. | Dzień       | Rok  | Miejscowość     | Konkurencja                | Lokata | Pudła   | Czas biegu | Strata  | Zwycięzca                   |
| --- | ----------- | ---- | --------------- | -------------------------- | ------ | ------- | ---------- | ------- | --------------------------- |
| 1.  | 3 lutego    | 1996 | Ruhpolding      | Bieg indywidualny na 15 km | 3.     | 0+0+0+1 | 46:43,1    | +1:32,6 | Emmanuelle Claret           |
| 2.  | 11 grudnia  | 1997 | Östersund       | Bieg indywidualny na 15 km | 3.     | 0+1+0+0 | 45:32,7    | +35,5   | Andreja Koblar              |
| 3.  | 9 lutego    | 1998 | Nagano          | Bieg indywidualny na 15 km | 2.     | 1+0+0+0 | 54:52,0    | +17,8   | Ekaterina Dafowska          |
| 4.  | 22 stycznia | 1999 | Anterselva      | Sprint na 7,5 km           | 3.     | 1+1     | 22:53,0    | +37,4   | Corinne Niogret             |
| 5.  | 23 stycznia | 1999 | Anterselva      | Bieg pościgowy na 10 km    | 3.     | 1+2+0+1 | 33:52,6    | +58,6   | Corinne Niogret             |
| 6.  | 12 marca    | 1999 | Oslo            | Sprint na 7,5 km           | 3.     | 0+0     | 22:04,7    | +4,6    | Ołena Zubryłowa             |
| 7.  | 13 marca    | 1999 | Oslo            | Bieg masowy na 12,5 km     | 2.     | 0+0+1+1 | 40:08,2    | +3,1    | Ołena Zubryłowa             |
| 8.  | 14 marca    | 1999 | Oslo            | Bieg pościgowy na 10 km    | 3.     | 2+0+0+1 | 32:55,3    | +1:11,9 | Ołena Zubryłowa             |
| 9.  | 18 grudnia  | 1999 | Pokljuka        | Sprint na 7,5 km           | 2.     | 0+0     | 22:27,0    | +46,4   | Gro Marit Istad-Kristiansen |
| 10. | 19 grudnia  | 1999 | Pokljuka        | Bieg masowy na 12,5 km     | 3.     | 2+0+1+0 | 42:01,9    | +1,8    | Andrea Henkel               |
| 11. | 12 stycznia | 2000 | Ruhpolding      | Bieg masowy na 12,5 km     | 3.     | 0+0+0+0 | 40:16,8    | +30,1   | Galina Kuklewa              |
| 12. | 19 marca    | 2000 | Chanty-Mansyjsk | Bieg masowy na 12,5 km     | 2.     | 0+1+0+1 | 43:05,6    | +58,4   | Martina Zellner             |
| 13. | 1 grudnia   | 2000 | Anterselva      | Sprint na 7,5 km           | 3.     | 0+0     | 22:44,9    | +49,9   | Ołena Zubryłowa             |
| 14. | 15 marca    | 2003 | Chanty-Mansyjsk | Sprint na 7,5 km           | 2.     | 0+0     | 23:46,3    | +26,9   | Sylvie Becaert              |
| 15. | 10 lutego   | 2004 | Oberhof         | Bieg indywidualny na 15 km | 3.     | 0+2+0+1 | 49:43,0    | +1:41,5 | Olga Miedwiedcewa           |